# Jorge Alberto Ferreira
Jorge Alberto Ferreira, eternizado como Gunga (Uruguaiana, 10 de junho de 1931 — Belo Horizonte, 30 de julho de 1991) foi um futebolista brasileiro.

## Carreira
O início da carreira de Gunga é pouco conhecido, sabe-se que, oriundo de Valência-RJ, chegou ao  América MG em 1955 onde se destacou fazendo muitos gols. Em uma excursão pela Europa em 1956 acabou por ser contratado pelo Barcelona.
Gunga atuou também pelo Botafogo 1957-1958, tendo atuado ao lado do glorioso Garrincha e pelo Sport-PE 1958.
Voltou ao América-MG em 1959, onde continuou a brilhar como artilheiro até o fim de sua carreira, em 1961.
Gunga figura como o segundo maior artilheiro da história do América MG.